# Jahn Ivar Jakobsen
Jahn Ivar Jakobsen (Gravdal, 8 november 1965) is een voormalig Noors voetballer. Hij stopte in 1999 met voetballen. Jakobsen, bijgenaamd "Mini" vanwege zijn geringe lengte (1 meter 68), was een aanvallende middenvelder/aanvaller.

## Interlandcarrière
Jakobsen kwam tussen 1988 en 1999 65 keer uit voor de nationale ploeg van Noorwegen. Hierbij maakte hij elf doelpunten. Hij nam deel aan het WK 1994 en het WK 1998. Jakobsen maakte zijn debuut voor de nationale ploeg op 9 augustus 1988 in de vriendschappelijke wedstrijd tegen Bulgarije (1-1). Hij moest in die wedstrijd in de tachtigste minuut plaatsmaken voor aanvaller Jan Åge Fjørtoft. Zijn 65ste en laatste interland speelde hij tijdens het WK voetbal 1998; in het tweede groepsduel van de Noren, op 16 juni tegen Schotland (1-1), viel hij na 61 minuten in voor Håvard Flo.
| Interlanddoelpunten | Interlanddoelpunten | Interlanddoelpunten | Interlanddoelpunten           | Interlanddoelpunten | Interlanddoelpunten | Interlanddoelpunten | Interlanddoelpunten |
| №                   | Datum               | Locatie             | Wedstrijd                     | Goal(s)             | Score               | Uitslag             | Competitie          |
| ------------------- | ------------------- | ------------------- | ----------------------------- | ------------------- | ------------------- | ------------------- | ------------------- |
| 1                   | 25 september 1991   | Oslo                | Noorwegen – Tsjecho-Slowakije | 41'                 | 1 – 1               | 2 – 3               | Oefeninterland      |
| 2                   | 13 november 1991    | Genua               | Italië – Noorwegen            | 60'                 | 0 – 1               | 1 – 1               | EK-kwalificatie     |
| 3                   | 7 oktober 1992      | Serravalle          | San Marino – Noorwegen        | 7'                  | 0 – 1               | 0 – 2               | WK-kwalificatie     |
| 4                   | 30 maart 1993       | Doha                | Qatar – Noorwegen             | 74'                 | 1 – 6               | 1 – 6               | Oefeninterland      |
| 5                   | 28 april 1993       | Oslo                | Noorwegen – Turkije           | 55'                 | 3 – 0               | 3 – 1               | WK-kwalificatie     |
| 6                   | 9 maart 1994        | Cardiff             | Wales – Noorwegen             | 51'                 | 0 – 3               | 1 – 3               | Oefeninterland      |
| 7                   | 1 juni 1994         | Oslo                | Noorwegen – Denemarken        | 35'                 | 1 – 0               | 2 – 1               | Oefeninterland      |
| 8                   | 6 februari 1995     | Larnaca             | Noorwegen – Estland           | 5'                  | 1 – 0               | 7 – 0               | Oefeninterland      |
| 9                   | 6 februari 1995     | Larnaca             | Noorwegen – Estland           | 73'                 | 6 – 0               | 7 – 0               | Oefeninterland      |
| 10                  | 26 april 1995       | Oslo                | Noorwegen – Luxemburg         | 11'                 | 1 – 0               | 5 – 0               | EK-kwalificatie     |
| 11                  | 10 september 1997   | Oslo                | Noorwegen – Zwitserland       | 47'                 | 1 – 0               | 5 – 0               | WK-kwalificatie     |

## Erelijst
Rosenborg BK
- Topscorer Tippeligaen

1989 (18 goals)
- Landskampioen

1988, 1990, 1995, 1996, 1997, 1998 en 1999
- Beker van Noorwegen

1988, 1990, 1995 en 1999